# Trichogramma fuzhouense
Trichogramma fuzhouense är en stekelart som beskrevs av Lin 1994. Trichogramma fuzhouense ingår i släktet Trichogramma och familjen hårstrimsteklar. Inga underarter finns listade i Catalogue of Life.